# Ja'Tavion Sanders
Ja'Tavion Sanders (Napa, 27 marzo 2003) è un giocatore di football americano statunitense che milita nel ruolo di tight end per i Carolina Panthers della National Football League (NFL).

## Carriera universitaria
Sanders si unì ai Texas Longhorns nel 2021 e giocò sia in attacco che in difesa durante gli allenamenti pre-stagionali. Alla fine lo staff degli allenatori decise di schierarlo come tight end. Nella sua prima stagione disputò tutte le 12 partite, giocando principalmente negli special team. Iniziò la sua seconda stagione come tight end primario della squadra dopo che Jahleel Billingsley fu sospeso per sei partite. Fu inserito nella formazione ideale della Big 12 Conference sia nel 2022 che nel 2023 prima di decidere di passare tra i professionisti dopo la sconfitta della sua squadra nello Sugar Bowl 2024.

## Carriera professionistica

### Carolina Panthers
Sanders fu scelto nel corso del quarto giro (101º assoluto) del Draft NFL 2024 dai Carolina Panthers. Debuttò come professionista partendo come titolare nella gara del primo turno contro i New Orleans Saints ricevendo un passaggio da 4 yard. La sua prima stagione si chiuse con 33 ricezioni per 342 yard e un touchdown in 16 presenze, di cui 8 come titolare.